# 물레이 라시드

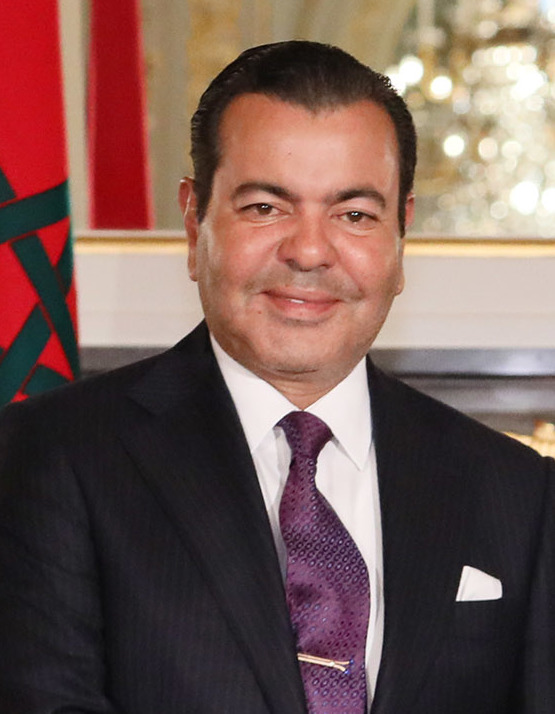
2019년 모습

물레이 라시드(Moulay Rachid, 1970년 6월 20일 ~ )는 알라위 왕조의 일원이다. 고(故) 하산 2세 국왕과 그의 아내 랄라 라티파의 막내 아이였다. 국제정치학 박사학위를 갖고 있다. 현재 조카에 이어 모로코 왕위 계승 서열 2위이다.

## 개인사
2014년 6월 15일 사다크 결혼식에서 그의 두 번째 사촌인 움 칼툼 부파레스(Oum Kalthum Boufarès)와 결혼했다. 움 칼툼 부파레스는 전 내무부 장관 물레이 엘 마모운 부파레스(Moulay El Mamoun Boufarès)의 딸이자 랄라 카디자(Lalla Khadija)의 친손녀(무함마드의 자매)이다. 그리고 같은 해 11월 13일과 14일에 라바트의 다르 알 마크젠(Dar al-Makhzen)에서 그들의 자파프(결혼 축하 행사)가 열렸다. 아내(이후 랄라 움 칼툼)는 2017년 6월 8일에 모하메드 6세 국왕으로부터 공주라는 칭호와 전하의 지위를 부여받았다. 그들의 첫 아이인 아들 물레이 아흐메드(Moulay Ahmed)는 2016년 6월 23일에 태어났다. 이들 부부에게는 두 명의 자녀가 있다. 물레이 라시드는 왕위 계승 서열 2위이고, 그의 아들들은 각각 3위와 4위이다.
2022년 10월 14일 물레이 라시드는 코로나19 양성 반응을 보인 후 그 해의 주 의회 개회식에 참석하지 못했다.

### 자녀
- 물레이 아흐메드 왕자(2016년 6월 23일 출생)
- 물라이 압데슬람 왕자(2022년 6월 1일 출생)